# Antonio Cincotta
Antonio Cincotta (Milano, 5 giugno 1985) è un allenatore di calcio italiano, tecnico della Ternana femminile.

## Carriera

### Esperienze varie
Inizia ad allenare a 16 anni i pulcini della A.S. Masseroni Marchese di Milano fino ad arrivare a allenare la prima squadra in seconda. I suoi "maestri" sono stati Maurizio Ganz, Stefano Nava e Stefano Eranio.
In seguito allena il Fiammamonza dove ottiene una promozione dalla Serie A2 alla A1, mentre l'anno successivo la squadra pareggia col Grifo Perugia e retrocede in Serie B. Passa diversi mesi all'Atletico Oristano prima di emigrare negli Stati Uniti dove allenerà il Seattle P.H.A nella stagione 2013-2014. Negli States allenerà Valentina Giacinti per qualche mese. L'esperienza americana gli consentirà di conoscere più da vicino il calcio femminile arricchendo il suo bagaglio di conoscenze. A fine stagione rientra in Italia dove allena il Milan Ladies (che non fa parte del club A.C. Milan). Nel 2015-2016 è sulla panchina del Como 2000 col quale ottiene la promozione in Serie A. A fine stagione viene chiamato dalla Fiorentina Women's come secondo allenatore accanto a Sauro Fattori nella neonata squadra viola accorpata alla prima squadra maschile. Cincotta si trasferisce così a Firenze dove vive il suo ciclo più lungo.

### Fiorentina femminile
Dopo le due stagioni passate alla Fiorentina, al fianco di Sauro Fattori, dalla stagione 2018-2019 sarà l’unico allenatore della squadra. Esordisce come solista vincendo la Supercoppa Italiana Femminile contro la rivale storica Juventus giocata a La Spezia e vinta grazie ad un goal di Ilaria Mauro ad un quarto d'ora dal termine.
La stagione 2018-2019 si conclude con il secondo posto dietro la Juventus con la conseguente qualificazione alla Uefa Women's Champions League. Proprio in Europa, le viola si comportano molto bene eliminando ai sedicesimi le danesi del Fortuna Hjørring vincendo sia a Firenze che in Danimarca. L'avventura europea si conclude impattando contro il Chelsea. In Coppa Italia la Fiorentina elimina nell'ordine Florentia, Verona e Roma approdando alla finale giocata al Tardini di Parma contro la Juventus Women. Ad imporsi però sono le bianconere per 1-2. La Fiorentina guadagna nuovamente il diritto di giocarsi la Supercoppa della stagione successiva.
Nel corso della stagione 2019-2020 arriva il primo stop in Supercoppa sempre contro la Juventus che vince il trofeo battendo le gigliate per 2-0. In campionato la squadra viola figura nuovamente molto bene occupando stazionariamente la seconda posizione dietro le bianconere fino allo stop imposto dalla pandemia di COVID-19. L'ultima gara giocata prima della sospensione fu Fiorentina-Sassuolo, vinta 2-1 dalle toscane. In Coppa Italia la Fiorentina elimina il Ravenna prima di giocarsi i quarti di finale contro il Milan, battuto 1-2 in trasferta ma mai affrontato al ritorno per via del coronavirus. La stagione si conclude quindi con largo anticipo con le viola nuovamente qualificate alla prossima UFA Women's Champions League. In Europa, la Fiorentina perde il doppio scontro con le inglesi dell'Arsenal e saluta la competizione ai sedicesimi di finale.
Si ritorna in campo nella stagione 2020-2021. Il tecnico viene confermato sulla panchina viola. In Europa la Fiorentina figura bene eliminando il più quotato Slavia Praga grazie ad un goal all'ultimo respiro di Daniela Sabatino all'Eden Arena di Praga. La sfida d'andata disputata a Firenze si era chiusa 2-2. A gennaio viene annunciato positivo al Covid-19 per cui non può prendere parte alla finale four di Supercoppa Italia. Rimpiazzato dal vice Nicola Melani, le viola eliminano il Milan 2-1 in semifinale ma soccombono in finale contro le piemontesi che mantengono il trofeo. Agli ottavi di finale della Champions League la Viola viene eliminata dal Manchester City perdendo il doppio confronto. In Coppa Italia, col nuovo format, Cincotta vince il girone battendo San Marino Academy e Riozzese Como ma vede la corsa alla finale interrotta per mano dell'Inter Women agli ottavi di finale.

## Statistiche

### Calcio femminile
Statistiche aggiornate al 18 maggio 2025. In grassetto le competizioni vinte.
| Stagione           | Squadra            | Campionato         | Campionato | Campionato | Campionato | Campionato | Coppe nazionali | Coppe nazionali | Coppe nazionali | Coppe nazionali | Coppe nazionali | Coppe continentali | Coppe continentali | Coppe continentali | Coppe continentali | Coppe continentali | Altre coppe | Altre coppe | Altre coppe | Altre coppe | Altre coppe | Totale | Totale | Totale | Totale | % Vittorie | Piazzamento      |
| Stagione           | Squadra            | Comp               | G          | V          | N          | P          | Comp            | G               | V               | N               | P               | Comp               | G                  | V                  | N                  | P                  | Comp        | G           | V           | N           | P           | G      | V      | N      | P      | %          | Piazzamento      |
| ------------------ | ------------------ | ------------------ | ---------- | ---------- | ---------- | ---------- | --------------- | --------------- | --------------- | --------------- | --------------- | ------------------ | ------------------ | ------------------ | ------------------ | ------------------ | ----------- | ----------- | ----------- | ----------- | ----------- | ------ | ------ | ------ | ------ | ---------- | ---------------- |
| mar.-giu. 2011     | ACF Milan          | A2                 | 8+1        | 6+1        | 0          | 2          | CI              | -               | -               | -               | -               | -                  | -                  | -                  | -                  | -                  | -           | -           | -           | -           | -           | 9      | 7      | 0      | 2      | 77,78      | Sub., 1º (prom.) |
| 2011-2012          | Fiamma Monza       | A2                 | 26+2       | 21+1       | 4          | 1+1        | CI              | 1               | 0               | 0               | 1               | -                  | -                  | -                  | -                  | -                  | -           | -           | -           | -           | -           | 29     | 22     | 4      | 3      | 75,86      | 2º               |
| lug.-set. 2012     | A                  | 1                  | 0          | 0          | 1          | CI         | 2               | 1               | 0               | 1               | -               | -                  | -                  | -                  | -                  | -                  | -           | -           | -           | -           | 3           | 1      | 0      | 2      | 33,33  | Eson.      |                  |
| Totale Fiammamonza | Totale Fiammamonza | Totale Fiammamonza | 27+2       | 21+1       | 4          | 2+1        |                 | 3               | 1               | 0               | 2               |                    | -                  | -                  | -                  | -                  |             | -           | -           | -           | -           | 32     | 23     | 4      | 5      | 71,88      |                  |
| 2014-2015          | Milan Ladies       | C                  | 30         | 23         | 2          | 5          | -               | -               | -               | -               | -               | -                  | -                  | -                  | -                  | -                  | -           | -           | -           | -           | -           | 30     | 23     | 2      | 5      | 76,67      | 1º (prom.)       |
| 2015-2016          | Como 2000          | B                  | 22         | 18         | 2          | 2          | CI              | 4               | 1               | 1               | 2               | -                  | -                  | -                  | -                  | -                  | -           | -           | -           | -           | -           | 26     | 19     | 3      | 4      | 73,08      | 1º (prom.)       |
| 2016-2017          | Fiorentina         | A                  | 22         | 21         | 0          | 1          | CI              | 7               | 7               | 0               | 0               | -                  | -                  | -                  | -                  | -                  | -           | -           | -           | -           | -           | 29     | 28     | 0      | 1      | 96,55      | 1º               |
| 2017-2018          | A                  | 22+1               | 13+1       | 4          | 5          | CI         | 4               | 4               | 0               | 0               | UWCL            | 4                  | 1                  | 2                  | 1                  | SI                 | 1           | 0           | 0           | 1           | 32          | 19     | 6      | 7      | 59,38  | 4º         |                  |
| 2018-2019          | A                  | 22                 | 18         | 1          | 3          | CI         | 6               | 4               | 1               | 1               | UWCL            | 4                  | 2                  | 0                  | 2                  | SI                 | 1           | 1           | 0           | 0           | 33          | 25     | 2      | 6      | 75,76  | 2º         |                  |
| 2019-2020          | A                  | 15                 | 11         | 2          | 2          | CI         | 2               | 2               | 0               | 0               | UWCL            | 2                  | 0                  | 0                  | 2                  | SI                 | 1           | 0           | 0           | 1           | 20          | 13     | 2      | 5      | 65,00  | 2º         |                  |
| 2020-2021          | A                  | 22                 | 12         | 2          | 8          | CI         | 4               | 3               | 0               | 1               | UWCL            | 4                  | 1                  | 1                  | 2                  | SI                 | 2           | 1           | 0           | 1           | 32          | 17     | 3      | 12     | 53,13  | 4º         |                  |
| Totale Fiorentina  | Totale Fiorentina  | Totale Fiorentina  | 103+1      | 75+1       | 9          | 19         |                 | 23              | 20              | 1               | 2               |                    | 14                 | 4                  | 3                  | 7                  |             | 5           | 2           | 0           | 3           | 146    | 102    | 13     | 31     | 69,86      |                  |
| 2021-2022          | Sampdoria          | A                  | 22         | 10         | 1          | 11         | CI              | 4               | 1               | 1               | 2               | -                  | -                  | -                  | -                  | -                  | -           | -           | -           | -           | -           | 26     | 11     | 2      | 13     | 42,31      | 6º               |
| 2022-feb. 2023     | A                  | 18                 | 3          | 1          | 14         | CI         | 4               | 3               | 0               | 1               | -               | -                  | -                  | -                  | -                  | -                  | -           | -           | -           | -           | 22          | 6      | 1      | 15     | 27,27  | Eson.      |                  |
| Totale Sampdoria   | Totale Sampdoria   | Totale Sampdoria   | 40         | 13         | 2          | 25         |                 | 8               | 4               | 1               | 3               |                    | -                  | -                  | -                  | -                  |             | -           | -           | -           | -           | 48     | 17     | 3      | 28     | 35,42      |                  |
| 2024-2025          | Ternana            | B                  | 30         | 25         | 4          | 1          | CI              | 1               | 0               | 0               | 1               | -                  | -                  | -                  | -                  | -                  | -           | -           | -           | -           | -           | 31     | 25     | 4      | 2      | 80,65      | 1º (prom.)       |
| 2025-2026          | Ternana            | A                  | 0          | 0          | 0          | 0          | CI+SAWC         | 0+0             | 0+0             | 0+0             | 0+0             | -                  | -                  | -                  | -                  | -                  | -           | -           | -           | -           | -           | 0      | 0      | 0      | 0      | —          | in corso         |
| Totale Ternana     | Totale Ternana     | Totale Ternana     | 30         | 25         | 4          | 1          |                 | 1               | 0               | 0               | 1               |                    | -                  | -                  | -                  | -                  |             | -           | -           | -           | -           | 31     | 25     | 4      | 2      | 80,65      |                  |
| Totale carriera    | Totale carriera    | Totale carriera    | 264        | 184        | 23         | 57         |                 | 39              | 26              | 3               | 10              |                    | 14                 | 4                  | 3                  | 7                  |             | 5           | 2           | 0           | 3           | 322    | 216    | 29     | 77     | 67,08      |                  |

## Palmarès

### Club
- Campionato italiano: 1

Fiorentina: 2016-2017
- Coppa Italia: 2

Fiorentina: 2016-2017, 2017-2018
- Supercoppa italiana: 1

Fiorentina: 2018
- Campionato italiano di Serie A2: 1

ACF Milan: 2010-2011 (girone A)
- Campionato italiano di Serie C: 1

Milan Ladies: 2014-2015 (girone A - Lombardia)
- Campionato italiano di Serie B: 2

Como 2000: 2015-2016 (girone A)
Ternana: 2024-2025